# На ножах
«На ножах» — антинигилистический роман Николая Лескова с авантюрно-уголовным сюжетом. Впервые опубликован в журнале «Русский вестник» № 10—12 за 1870 год, № 1—8, 10 за 1871 год. В ноябре 1871 года вышел отдельной книгой. В романе «бывшие революционеры становятся полицейскими агентами и чиновниками, ради денег хитроумно обманывая друг друга», а «нигилизм трактован как беспринципность, ставшая жизненной философией».

## Сюжет
Нигилист Горданов и его любовница Глафира Бодростина решают убить мужа Глафиры. Таким образом им достанется его имущество и деньги. Им сопротивляются дворянин Подозеров, генеральша Синтянина и отставной майор Форов.

## История создания
Из-за обильной правки редактора произведение не соответствовало первоначальному замыслу автора, о чём сам Лесков в письме к П. К. Щебальскому от 14 октября 1871 года говорит: «Да, ещё: что это значит, что в сентябрьской книге нет окончания моего романа, которое послано, кажется, своевременно? Если опять что не по нраву, то надо было прислать корректуру, и я бы переделал. Сокрушил меня этот роман, и свертел я его как не думал, благодаря всем этим qui pro quo».
Неприятности с изданием романа прослеживаются в переписке Лескова. В письме к сотруднику «Русского вестника» Н. А. Любимову от 18 ноября 1870 года (вскоре после выхода в свет начала романа) автор возмущается самоуправством редакции: «Убийственнее всего на меня действует то, что я никак не могу взять в толк причин произведенных в моем романе совсем уже не редакторских урезок и вредных для него изменений. Так, выпущены речи, положенные мною в основу развития характеров и задач (например, заботы Форовой привести мужа к Богу); жестоко нивелирована типичность языка, замененная словами банального свойства (например, вместо: „не столько мяса поешь, сколько зуб расплюешь“ заменено словом „растеряешь“), ослаблена рисовка лиц <…>».
В апреле 1871 года Лесков пишет Щебальскому: «На редакцию „Р<усского> в<естника>“ трудно не жаловаться, ибо сами же Вы видите, что приходится лепить, да и перелепливать тожде да к томужде, и ото всего этого не выходит ничего иного, кроме досады, охлаждения энергии, раздражения, упадка сил творчества и, наконец, фактических нелепостей и несообразностей вроде тех, которые Вами усмотрены». Лесков признается П. К. Щебальскому в этом же письме: «…я дописываю роман, комкая все как попало, лишь бы исполнить программу».

## Значение
Уже современники (в частности, Достоевский) отметили запутанность авантюрного сюжета романа, натянутость и неправдоподобность описанных в нём событий. После этого к жанру романа в чистом виде Н. С. Лесков больше не возвращался. Как отмечал Максим Горький, «после злого романа „На ножах“ литературное творчество Лескова сразу становится яркой живописью или, скорее, иконописью, — он начинает создавать для России иконостас её святых и праведников». 
В советское время роман не переиздавался по цензурно-политическим соображениям из-за его антиреволюционной направленности. Так, роман не вошел даже в 11-томное собрание сочинений Лескова, изданное в 1954—1958 гг., и впервые был переиздан в СССР лишь во время Перестройки в 1989 году в 12-томном собрании сочинений Лескова.

## Экранизации
- В 1915 году была снята первая экранизация романа (5 ч., 1700 м.), поставленная А. Пантелеевым по сценарию Н. Бахаревой, внучки Лескова. Роли исполняли: Оксинская, А. Новинский, Берлянд.
- В 1998 году на киностудии им. М. Горького снят одноимённый многосерийный художественный фильм. Режиссёр фильма и сценарист — Александр Орлов. Композитор — Владимир Мартынов. Актёры: Ольга Дроздова, Алексей Миронов, Сергей Виноградов, Николай Добрынин, Ирина Розанова, Игорь Горбачев, Елена Майорова, Станислав Ростоцкий, Александр Феклистов, Алла Будницкая, Татьяна Бибикова[3].